# Hättemossor
Hättemossor (Orthotrichum) är ett släkte av bladmossor. Hättemossor ingår i familjen Orthotrichaceae.

## Bildgalleri

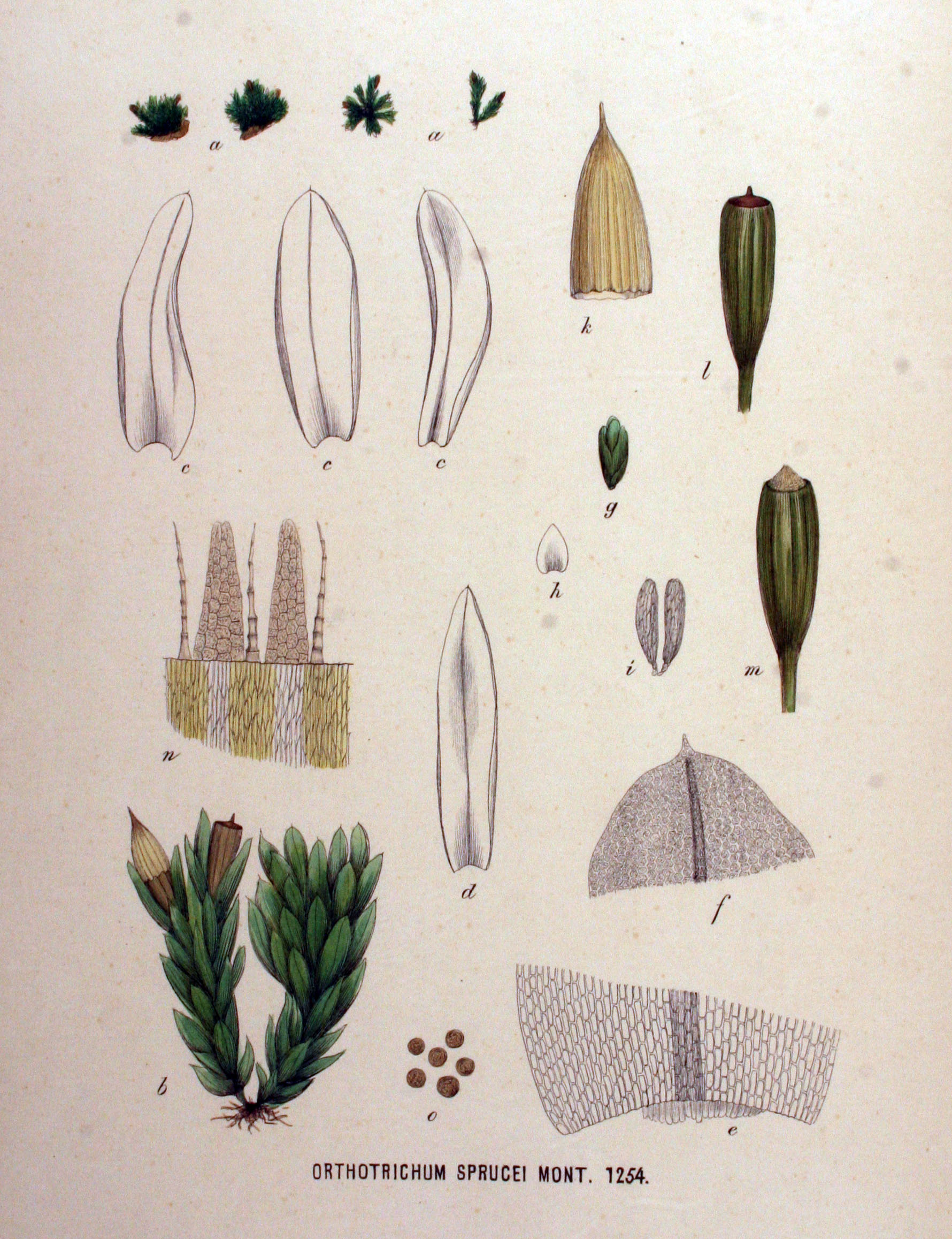
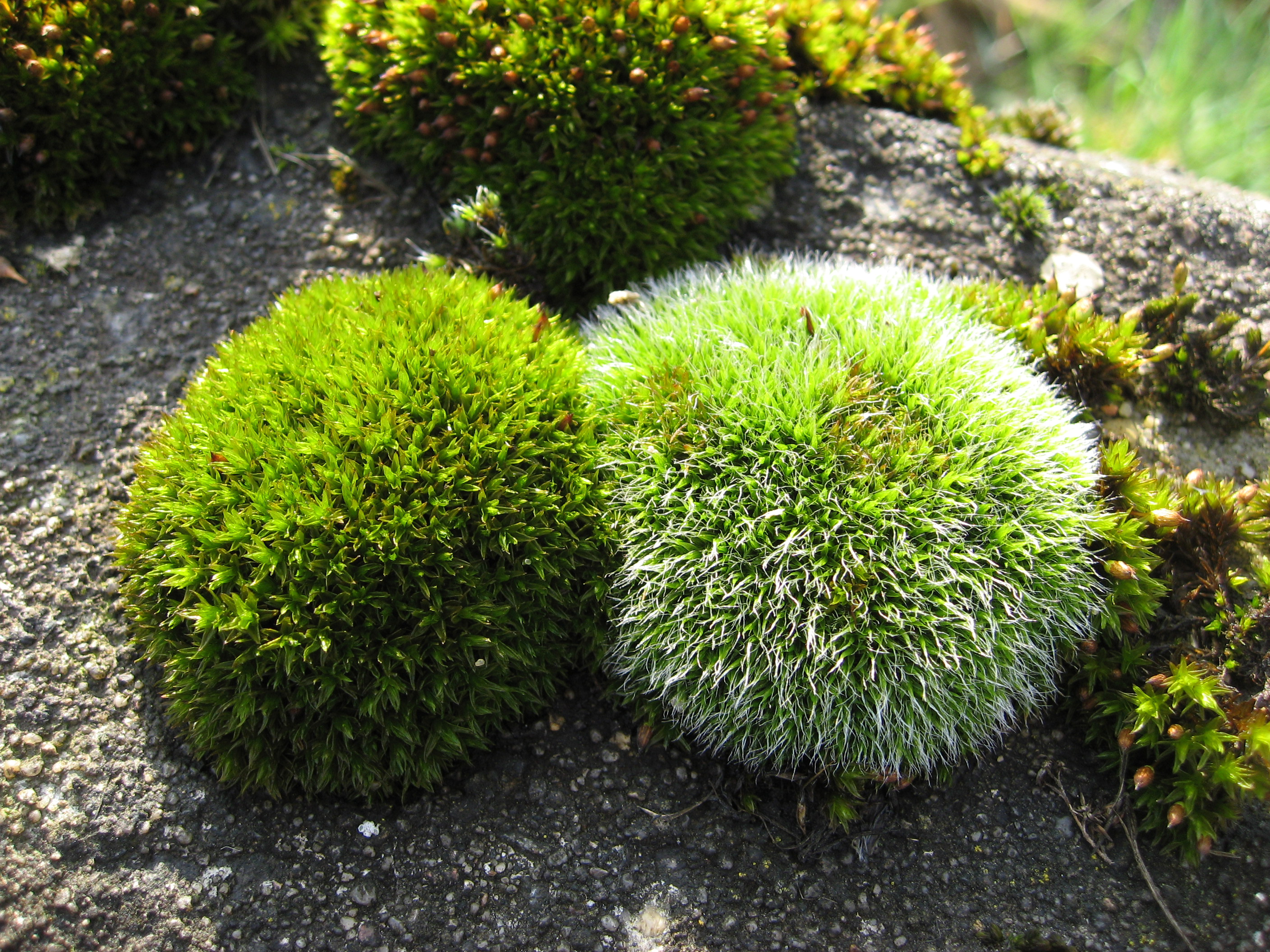
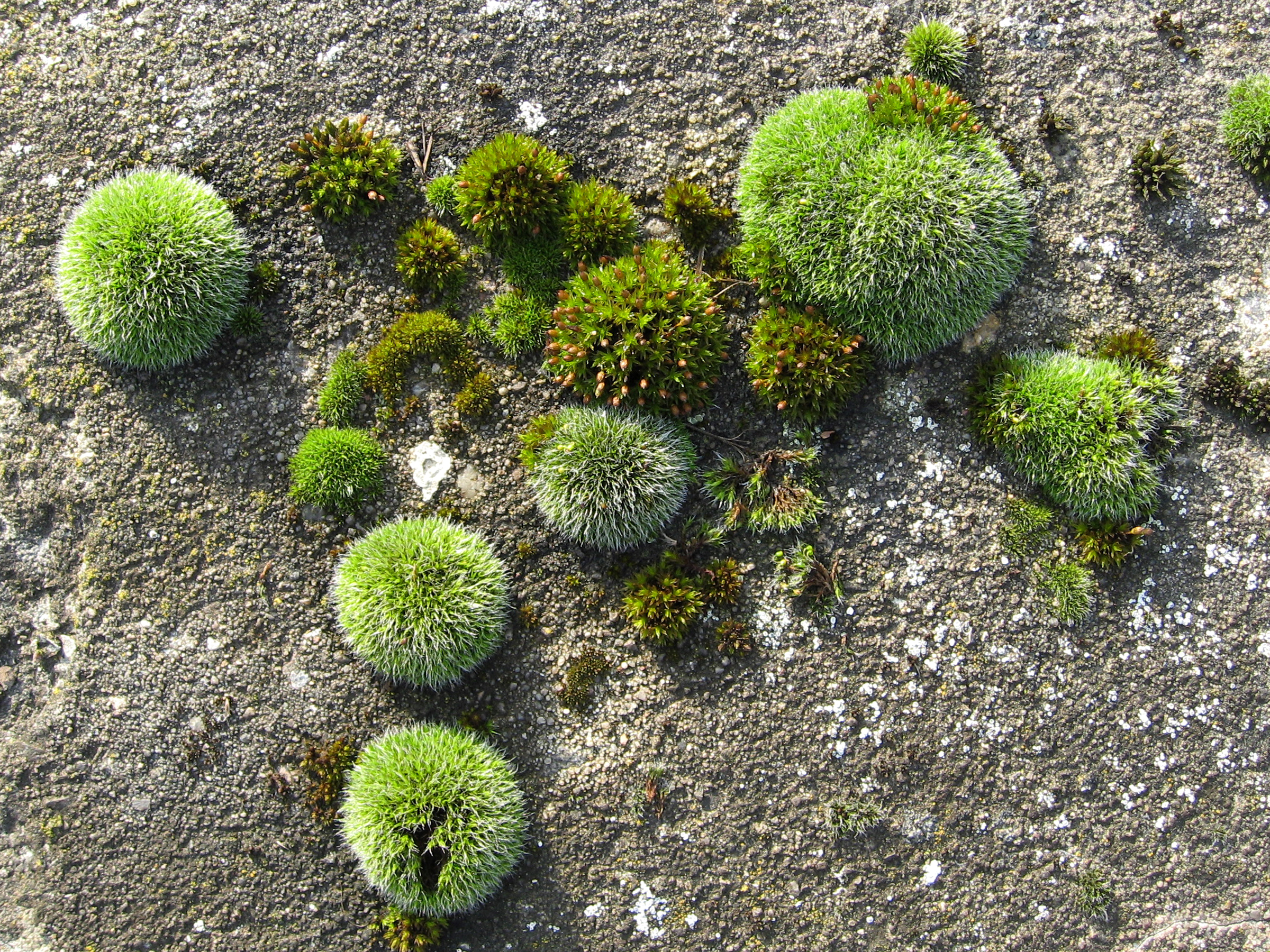
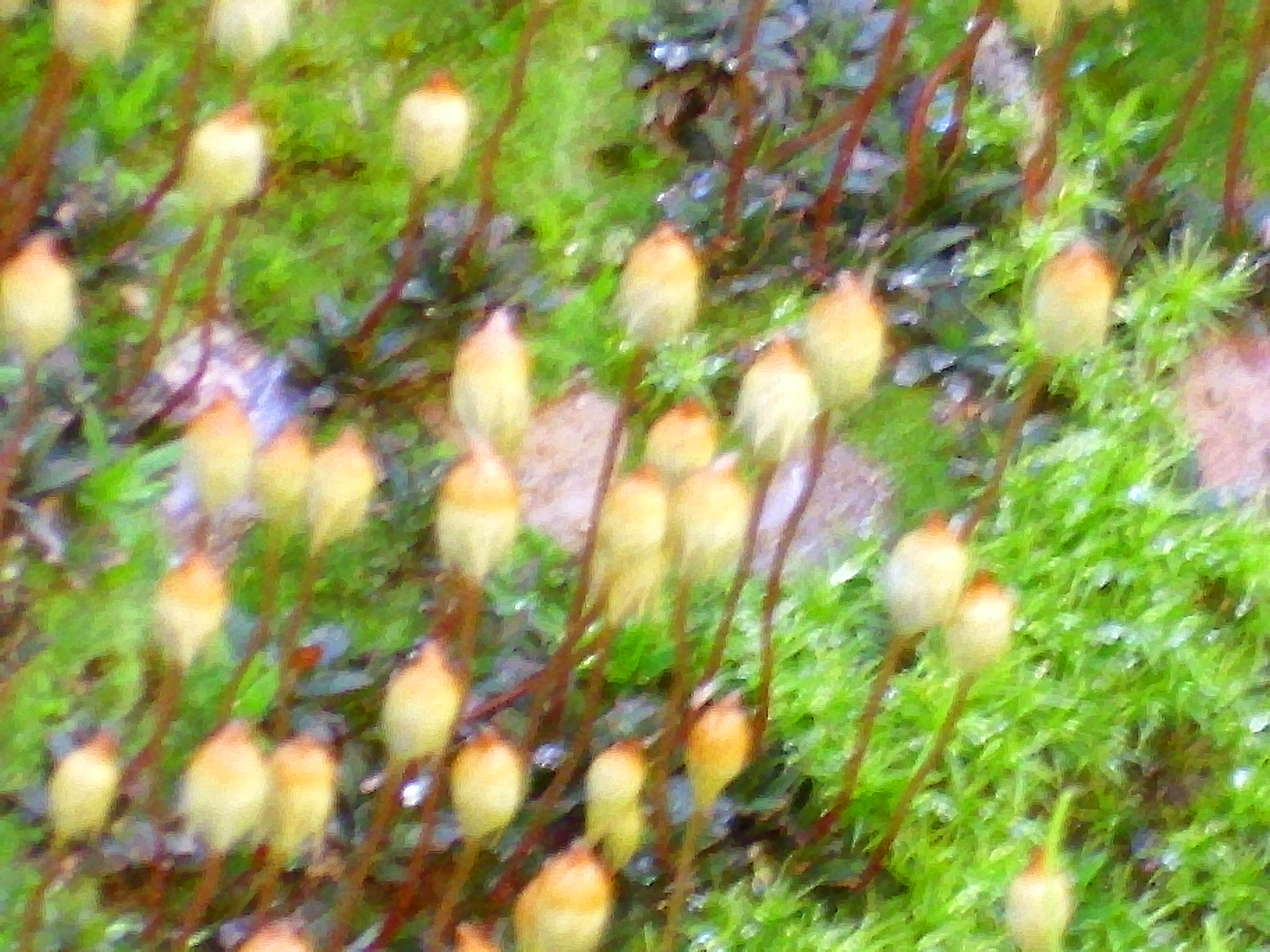
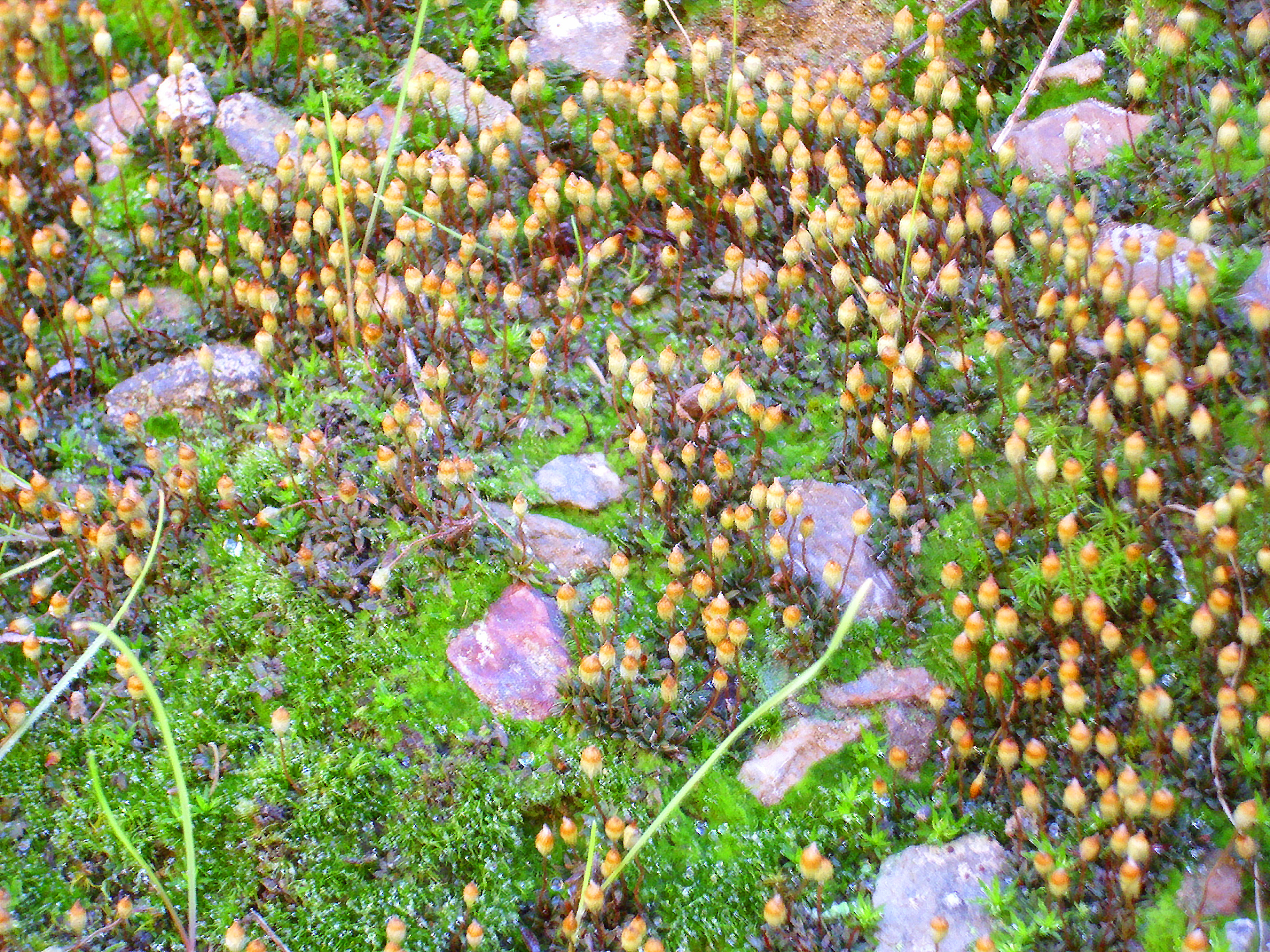
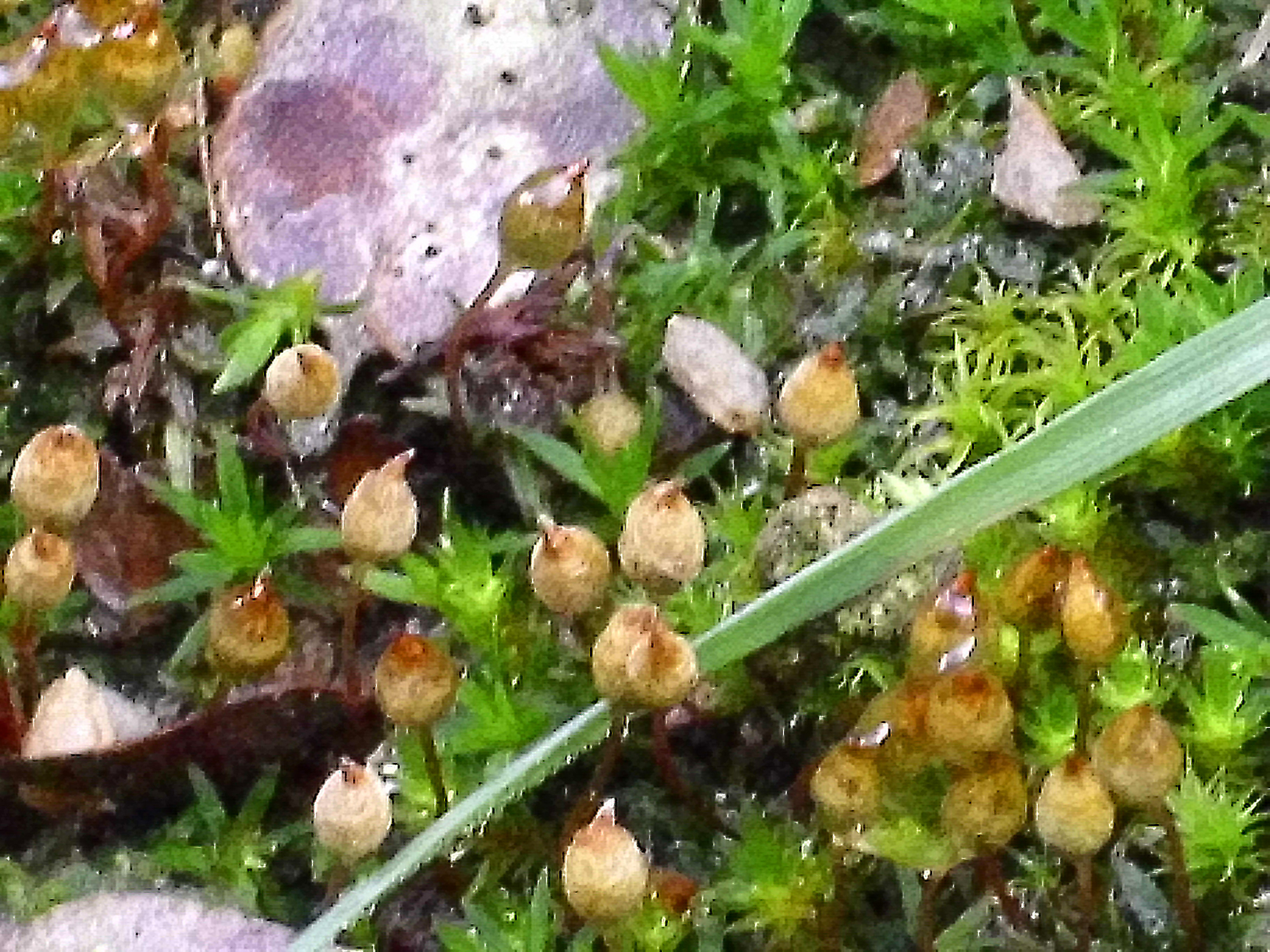

## Dottertaxa till Hättemossor, i alfabetisk ordning[1][2]
- Orthotrichum acuminatum
- Orthotrichum aequatoreum
- Orthotrichum affine
- Orthotrichum afrofastigiatum
- Orthotrichum alpestre
- Orthotrichum anaglyptodon
- Orthotrichum anomalum
- Orthotrichum araucarieti
- Orthotrichum arborescens
- Orthotrichum armatum
- Orthotrichum assimile
- Orthotrichum bartramii
- Orthotrichum bicolor
- Orthotrichum bolanderi
- Orthotrichum brassii
- Orthotrichum brotheri
- Orthotrichum callistomum
- Orthotrichum calvum
- Orthotrichum casasianum
- Orthotrichum compactum
- Orthotrichum consimile
- Orthotrichum consobrinum
- Orthotrichum crenatoerosum
- Orthotrichum crenulatum
- Orthotrichum crispifolium
- Orthotrichum cupulatum
- Orthotrichum cyathiforme
- Orthotrichum dasymitrium
- Orthotrichum delavayi
- Orthotrichum densum
- Orthotrichum denticulatum
- Orthotrichum diaphanum
- Orthotrichum elegans
- Orthotrichum elegantulum
- Orthotrichum elongatum
- Orthotrichum erosum
- Orthotrichum erpodiaceum
- Orthotrichum erubescens
- Orthotrichum euryphyllum
- Orthotrichum exiguum
- Orthotrichum fenestratum
- Orthotrichum firmum
- Orthotrichum flowersii
- Orthotrichum furcatum
- Orthotrichum gigantosporum
- Orthotrichum graphiomitrium
- Orthotrichum griffithii
- Orthotrichum gymnostomum
- Orthotrichum hallii
- Orthotrichum handiense
- Orthotrichum hawaiicum
- Orthotrichum heteromallum
- Orthotrichum hispanicum
- Orthotrichum holmenii
- Orthotrichum holzingeri
- Orthotrichum hooglandii
- Orthotrichum hookeri
- Orthotrichum hortense
- Orthotrichum hortoniae
- Orthotrichum ibericum
- Orthotrichum ibukiense
- Orthotrichum incrassatum
- Orthotrichum incurvomarginatum
- Orthotrichum iwatsukii
- Orthotrichum johnstonii
- Orthotrichum kaurinii
- Orthotrichum keeverae
- Orthotrichum laevigatum
- Orthotrichum latimarginatum
- Orthotrichum laxifolium
- Orthotrichum laxum
- Orthotrichum leikipiae
- Orthotrichum leiolecythis
- Orthotrichum leiothecium
- Orthotrichum letourneuxii
- Orthotrichum lewinskyae
- Orthotrichum liliputanum
- Orthotrichum ludificans
- Orthotrichum lyellii
- Orthotrichum macrocephalum
- Orthotrichum malacothecium
- Orthotrichum mandonii
- Orthotrichum meyenianum
- Orthotrichum microcarpum
- Orthotrichum mollissimum
- Orthotrichum notabile
- Orthotrichum obtusatum
- Orthotrichum obtusifolium
- Orthotrichum ohioense
- Orthotrichum oreophilum
- Orthotrichum pallens
- Orthotrichum pariatum
- Orthotrichum patens
- Orthotrichum pellucidum
- Orthotrichum penicillatum
- Orthotrichum perexiguum
- Orthotrichum philibertii
- Orthotrichum praemorsum
- Orthotrichum pseudostramineum
- Orthotrichum psychrophilum
- Orthotrichum pulchellum
- Orthotrichum pulchrum
- Orthotrichum pumilum
- Orthotrichum pungens
- Orthotrichum pusillum
- Orthotrichum pycnophyllum
- Orthotrichum pylaisii
- Orthotrichum revolutum
- Orthotrichum rhytiore
- Orthotrichum rivulare
- Orthotrichum robustum
- Orthotrichum rogeri
- Orthotrichum rupestre
- Orthotrichum sainsburyi
- Orthotrichum scanicum
- Orthotrichum schoddei
- Orthotrichum sharpii
- Orthotrichum shawii
- Orthotrichum shevockii
- Orthotrichum sinuosum
- Orthotrichum sordidum
- Orthotrichum spanotrichum
- Orthotrichum speciosum
- Orthotrichum spjutii
- Orthotrichum sprucei
- Orthotrichum steerei
- Orthotrichum stellatum
- Orthotrichum stramineum
- Orthotrichum strangulatum
- Orthotrichum striatum
- Orthotrichum subexsertum
- Orthotrichum subpumilum
- Orthotrichum subulatum
- Orthotrichum taiwanense
- Orthotrichum tasmanicum
- Orthotrichum tenellum
- Orthotrichum tenuicaule
- Orthotrichum tortidontium
- Orthotrichum tortifolium
- Orthotrichum trachymitrium
- Orthotrichum transvaaliense
- Orthotrichum tristriatum
- Orthotrichum truncatodentatum
- Orthotrichum truncatum
- Orthotrichum underwoodii
- Orthotrichum undulatifolium
- Orthotrichum urnaceum
- Orthotrichum urnigerum
- Orthotrichum vermiferum
- Orthotrichum vicarium
- Orthotrichum vittii
- Orthotrichum vladikavkanum